# マーテル
マーテル (Martell) は、最古のコニャック・ハウスの一つ。1715年にジャン・マーテル（1694-1753年）によって創立された。フランスの酒造グループであるペルノ・リカールの子会社マーテル・マム・ペリエ・ジュエが所有する。

## 歴史

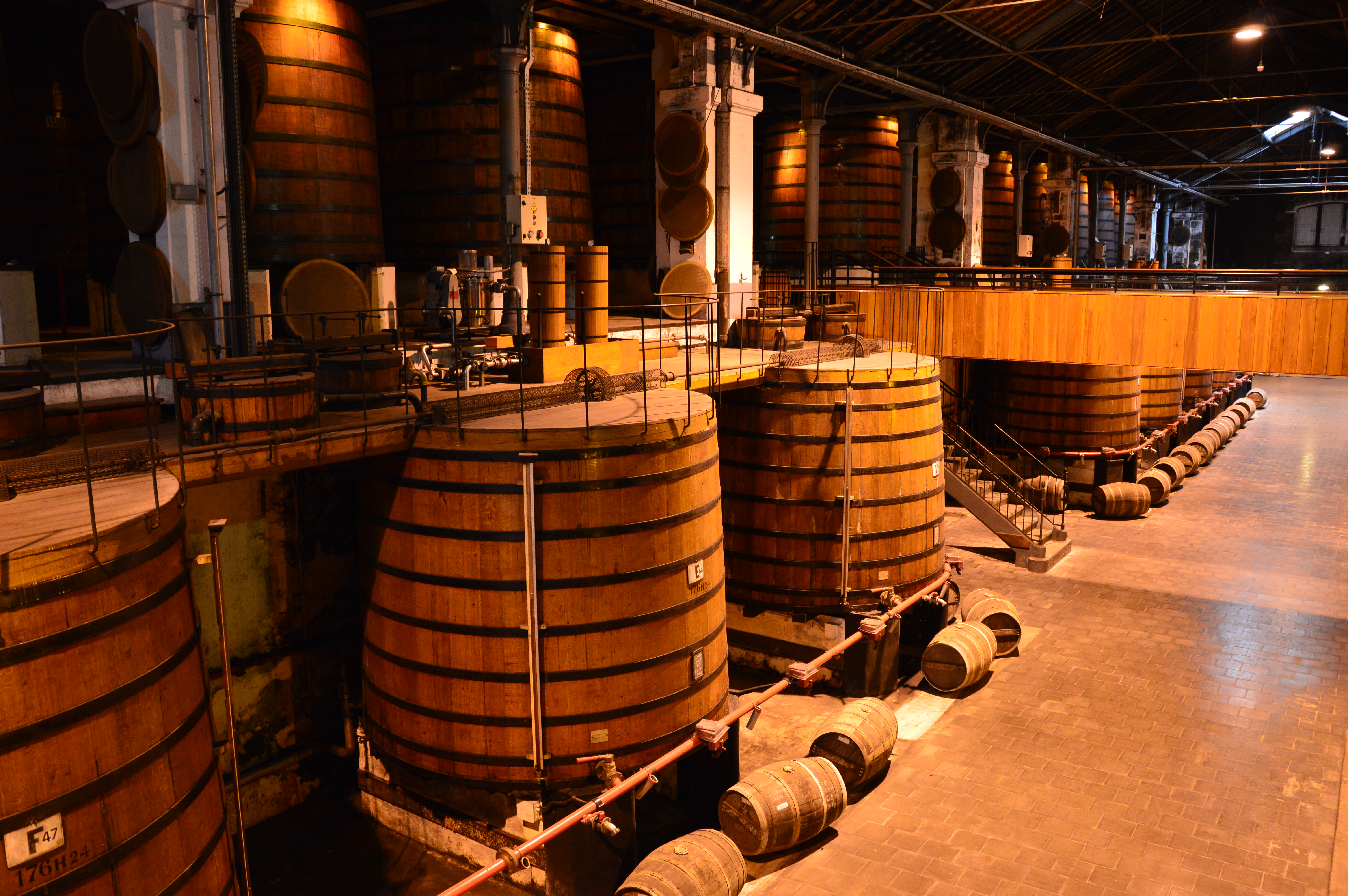
マーテルの蒸留所

1715年にジャージー出身の若い商人であったジャン・マーテルがコニャックのシャラント川のほとりにあるゲートバースで貿易業を始め、これが最初期に設立したコニャック・ハウスの一つとなった。マーテルはボルドリー地区のブドウ園で収穫されたブドウと、トロンセの森で調達したオークで作られた樽を使用した。この組み合わせにより、非常になめらかなコニャックがつくり出された。1753年の彼の死後、残された妻と2人の息子、その孫によってその製法が継承された。また海外輸出も展開し、1814年にはイングランドにおいて最も高い売り上げを記録したコニャックとなった。
マーテルは1831年に最初のVSOP (Very Superior Old Pale) をつくり上げた。海外輸出も継続し、日本をはじめ、インドネシア、ベトナム、マレーシア、韓国などといったアジア市場にも輸出されるなど、世界中にその名声が広まった。
1912年につくり上げた「マーテル コルドンブルー」はマーテルのラインナップの中で最も有名なコニャックである。
1936年のクイーン・メリー号のほか、1977年のコンコルドでもマーテルが提供されていた。
1987年にシーグラムが12億ドルでマーテルを買収。その後、2001年にフランスのペルノ・リカールがシーグラム・グループの酒造部門の一部を買収たことでペルノ・リカールの傘下に入った。
2000年代には「マーテル XO」（2005年）と「マーテル クリエーション・グランド・エクストラ」（2009年）を発売。ボトルのデザインは芸術家でガラス・デザイナーのセルジュ・マンソーが手がけた。2009年にシグネチャー・コニャック「ロール・ド・ジャン・マーテル」を発売。2011年、超高級商品をさらに拡充。セラー・マスターの技術とシャンテルーへの敬意を表した特別なコニャック「マーテル シャンテルー・パースペクティブ」を発売。
2006年、フランスのラグジュアリービジネスを世界的に推進、奨励するコルベール委員会に加入。
2007年にヴェルサイユ宮殿とスポンサー契約を交わし、女王の控えの間の修復を後援した。2012年に「マーテル コルドンブルー」誕生100周年を記念して祝典を催した。場所は1912年に発売を発表したホテル・ド・パリ。

## ボトル・ラインナップ
マーテルがブレンドに使用するオー・ド・ヴィー（原酒）のクリュ（栽培地域）はボルドリー、グランド・シャンパーニュ、プティット・シャンパーニュ、ファン・ボアの4つである。
- マーテル VS
- マーテル VSOP
- マーテル ノブレジ
- マーテル コルドンブルー
- マーテル XO
- マーテル シャンテルー
- マーテル クリエーション・グランド・エクストラ
- マーテル コイーバ
- ロール・ド・ジャン・マーテル